# Justus Menius
Justus Menius (ur. 13 grudnia 1499 w Fuldzie, zm. 11 sierpnia 1558 w Lipsku) – niemiecki teolog luterański i działacz reformacyjny.

## Życiorys
Justus Menius w 1514 roku, w wieku piętnastu lat, podjął studia na Uniwersytecie w Erfurcie, gdzie poznał humanistów takich jak Konrad Mutianus Rufus, Johann Crotus Rubianus czy Helius Eobanus Hessus. Greki uczył go Joachim Camerarius. Zgodnie z sugestią Filipa Melanchtona w 1519 roku przeniósł się do Wittenbergi. Po powrocie Marcina Lutra do Wittenbergi stał się jego przyjacielem. W 1523 roku został wikariuszem w Mühlbergu, jednak w 1525 zrzekł się urzędu i przeniósł się do Erfurtu, by tam nauczać. Rok później został proboszczem w kościele św. Tomasza. Jednak niedługo później władze miejskie zmieniły swój stosunek do reformacji. W 1525 roku, po zakończeniu wojny chłopskiej, duchowieństwu katolickiemu i zakonnikom pozwolono na powrót do miasta. Ich głównym mówcą był franciszkański zakonnik Konrad Kling, przeciwko któremu Menius skierował traktat Wider den Hochberumbten Barfusser zu Erffurt, D. Cunrad Kling, Schutzrede (Wittenberg, 1527) i kazanie Etlicher Gottlosen und Widerchristlichen Lehre von der papistischen Messe (1527). Luter napisał wstępy do obu dzieł, lecz pomimo jego wsparcia rada miejska nie zmieniła swej decyzji. Z tego powodu Menius w 1528 roku przeniósł się do Gothy, gdzie poznał Friedricha Myconiusa. Tworzył tam dzieła teologiczne i uczył młodzież, jednak jego głównym polem działalności była wizytacja Turyngii, jaką przeprowadził z Melanchtonem, Myconiusem i Christofem von der Planitz.
W 1529 roku, po powrocie z wizytacji, został proboszczem i superintendentem w Eisenach, gdzie służył osiemnaście lat. Był jedną z osób najbardziej zaangażowanych w walkę z anabaptyzmem, był aktywny jako reformator, brał też udział w innych wizytacjach: w 1533 i 1539 w Turyngii, następnie w Schwarzburgu i w 1545 w biskupstwie Naumburgu. W 1542 roku wprowadził reformację w cesarskim mieście Mühlhausen/Thüringen. Brał udział w spotkaniu w Marburgu, był jednym z sygnatariuszy Artykułów Szmalkaldzkich (podpis w jego imieniu złożył Friedrich Myconius). Po śmierci Myconiusa zastąpił go na jego urzędzie superintendenckim w Gocie. W wyniku I wojny szmalkaldzkiej był zmuszony do opuszczenia Gothy, jednak niedługo potem mógł wrócić. Protestował przeciwko Interim augsburskiemu. Propaganda anabaptystów skłoniła go do skierowania swojej działalności polemicznej przeciwko nim, a zwłaszcza ich antynomistycznym poglądom mówiącym, że człowiek narodzony z Boga nie może zgrzeszyć. W 1552 roku był zaangażowany w spór dotyczący nauki Andreasa Osiandra o usprawiedliwieniu, wchodząc w skład delegacji wysłanej do Prus w celu wyjaśnienia różnic doktrynalnej. Nikolaus von Amsdorf wciągnął go w spór majorystyczny dotyczący roli dobrych uczynków. Menius wrócił do Gothy z nadzieją, że będzie mógł wziąć się za wykonywanie swoich obowiązków, jednak Amsdorf, Matthäus Ratzenberger, Aurifaber i inni oskarżali go o bycie majorystą i adiaforytą. Menius zrzekł się urzędu i na zaproszenie Melanchtona objął funkcję w kościele św. Tomasza w Lipsku. Stamtąd odpierał ataki Amsdorfa i Flaciusa, których ci nie zaniechali aż do jego śmierci. Z tego powodu twórczość Meniusa miała głównie charakter polemiczny.

## Wybrane dzieła
- Wider den Hochberumbten Barfusser zu Erffurt, D. Cunrad Kling, Schutzrede (Wittenberg, 1527)
- Etlicher Gottlosen und Widerchristlichen Lehre von der papistischen Messe (1527)
- Der Wiedertäufer Lehre und Geheimniss aus heiliger Schrifft widerlegt (1530)
- Catechismus Justii Menii (1532)
- Wie ein jeglicher Christ gegen allerlei Lehre, gute und böse, nach Gottes Befehl sich gebührlich halten soll (1538)
- Von dem Geist der Wiedertäufer (1544)
- Von der Notwehr Unterricht nützlich zu lesen (1547)
- Von den Blutsfreunden aus der Wiedertaufe (1551)
- Erkenntnis aus Gottes Wort und heiliger Schrift über die Bekenntnis A. Osiandri (1552)
- Von der Gerechtigkeit die für Gott gilt: Wieder die neue alcumistische Theologiam A. Osiandri (1552)